# Let Spanair 5022
Let Spanair 5022 z letiště Madrid-Barajas do Gran Canaria skončil leteckým neštěstím krátce po vzletu z runwaye 36L.

## Popis události

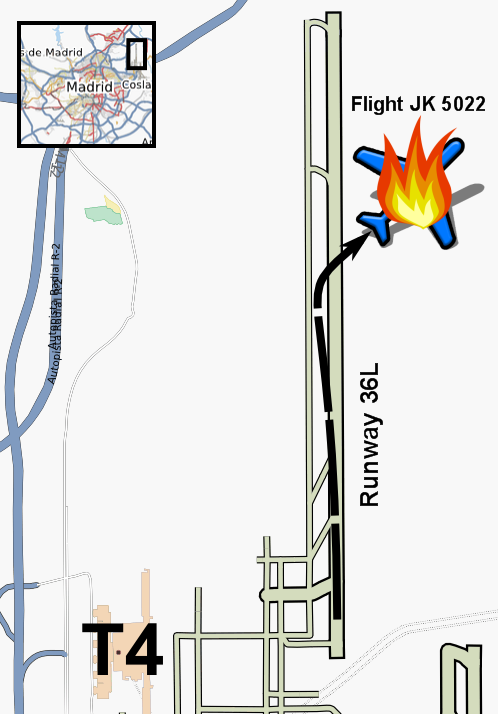
Místo letecké nehody

Dne 20. srpna 2008 došlo na madridském letišti Bajaras k havárii letounu MD-82 (rok výroby 1993), letu JKK 5022 z Madridu do Las Palmas na ostrově Gran Canaria. Letadlo startovalo s hodinovým zpožděním kvůli technickým problémům. Jeden cestující chtěl před startem vystoupit, palubní personál mu to však neumožnil. 
Neštěstí se stalo přibližně ve 14:45 SEČ. Letadlo nemělo vysunuté vztlakové klapky, při pokusu o vzlet tedy nemělo dostatečný vztlak a po několika sekundách dopadlo zpět. Odrazilo se a pokračovalo v pohybu ještě asi 1 km mírně šikmo dolů, vpravo od dráhy. Při tom se rozlomilo a začalo hořet. Nehoda si vyžádala 154 lidských životů.

## Příčina nehody
Při vyšetřování nebyly zjištěny žádné závady na systému vysunování vztlakových klapek. Letadlo však před startem vykazovalo poruchu, která se projevovala indikací nesmyslně vysoké teploty čidla náporové teploty RAT. Piloti proto vzlet přerušili a vrátili se zpět na stojánku. Mechanik zjistil, že příčinou bylo chybné trvalé sepnutí elektroohřevu rozmrazování čidla. Vyřešil to tím, že vypnul jistič topidla, a letoun měl dál pokračovat bez tohoto měření, což je s určitými omezeními povoleno. Nezjistil ovšem, že pravou příčinou je závada kontaktu relé, které přepíná (podle snímačů na podvozkové noze) řadu systémů v závislosti na tom, zda je letadlo na zemi nebo ve vzduchu. Porucha relé měla tedy za následek, že nefungovaly i jiné systémy, z nichž nejzávažnějším se ukázal být varovný signál, který upozorňuje piloty na nesprávnou startovní konfiguraci letadla – TOCW. Když se potom, pravděpodobně vinou opomenutí pilotů a bezmyšlenkovitě provedené předletové kontroly, rozjížděli po dráze bez vysunutých vztlakových klapek, nic je nevarovalo před hrozícím nebezpečím. Po zvednutí nad dráhu klesla rychlost letounu pod pádovou hranici, letadlo dopadlo zpět, dostalo se mimo trať a v důsledku mechanických poškození došlo k úniku a vznícení paliva.